# Hexatoma (Eriocera) kala
Hexatoma (Eriocera) kala is een tweevleugelige uit de familie steltmuggen (Limoniidae). De soort komt voor in het Oriëntaals gebied.